# Gennéos Kolokotrónis
Gennéos Kolokotrónis (em grego: Γενναίος Κολοκοτρώνης; 1803 — 1868) foi um político da Grécia. Ocupou o cargo de primeiro-ministro da Grécia entre 7 de Junho de 1862 a 23 de Outubro de 1862.